# RT-11
RT-11 (RT от англ. Real Time — в режиме реального времени) — однопользовательская операционная система реального времени фирмы DEC для 16-битных компьютеров серии PDP-11. Впервые была запущена в 1970 году и широко использовалась для систем реального времени, управления процессами и сбора данных.

## Особенности
- Многозадачность — Системы RT-11, за исключением TS-монитора, не поддерживали вытесняющую многозадачность, но большинство версий позволяло запускать несколько приложений одновременно. Все варианты программы-монитора, кроме SJ, предоставляли возможность запускать «фоновую задачу» (Background Job). Помимо того, мониторы FB, XM и ZM предоставляли «задачу переднего плана» (Foreground Job), а также небольшое число «системных задач».
- Исходный код — RT-11 была написана на языке ассемблера. Интенсивное использование условной компиляции и макросов ассемблера MACRO-11 предоставляли значительную степень конфигурируемости. Дистрибутивы RT-11 поставлялись с исходным кодом операционной системы и драйверов устройств, из которого были удалены все комментарии. Предоставлялась программа SYSGEN, с помощью которой выполнялась сборка операционной системы в соответствии с пользовательской конфигурацией. Документация для разработчиков включала в себя листинги ядра с комментариями.
- Драйверы устройств — В ранних версиях RT-11 драйверы устройств встраивались в ядро на этапе конфигурирования системы, в более поздних версиях драйверы стали подгружаемыми. Поскольку RT-11 часто использовалась для управления устройствами и сбора данных, разработчики часто писали новые драйверы устройств или улучшали существующие, и DEC поощряла такую разработку, делая свои аппаратные подсистемы открытыми, поддерживая сторонних разработчиков аппаратуры и программного обеспечения и поощряя Сообщество пользователей DEC (DIGITAL Equipment Corporation Users Society).
- Файловая система — RT-11 имела простейшую двухуровневую (том/файл) файловую систему с непрерывными (односегментными) файлами, что требовало периодической дефрагментации дискового пространства. Многоуровневость файловой системы обычно реализовывалась при помощи виртуальных дисков (файловая система монтируемых томов реализовывалась в обычном файле или файле другого виртуального диска). Название файла состояло из имени файла, символа «.» и обязательного «расширения» имени файла. Максимальная длина имени файла — 6 символов. Длина расширения — 3 символа. Символ «.» подразумевался в названии каждого файла и в файловой системе не хранился. Кратность трём длин имени и расширения объясняется использованием для их хранения кодировки RADIX-50, требующей всего 2 байта для хранения 3 символов.
- Программное обеспечение — RT-11 поставлялась с целым рядом сервисных программ. Утилиты DIR, DUP, PIP и FORMAT позволяли управлять дисками и каталогами. Редакторы TECO, EDIT и визуальные редакторы KED (для VT100) и K52 (для VT52) давали возможность создавать и редактировать файлы с исходным кодом и данными. MACRO, LINK и LIBR позволяли создавать свои исполняемые файлы. ODT, VDT и SD — отлаживать программы. Вариант Runoff от DEC позволял пользователю создавать документы. И наконец, программа VTCOM позволяла связываться с другой системой посредством телефонной линии и модема.

## Варианты
- RT-11SJ (Single Job monitor) — однозадачная ОС для машин с памятью до 64 КБ (32 КСлов).
- RT-11SL (Single Line monitor) — однозадачная ОС для машин с памятью до 64 КБ (32 КСлов) расширение SJ монитора, поддерживающее историю командной строки, настройку приглашения (prompt) и прочие удобства. Появился с выходом версии 5, и моментально вытеснил SJ-монитор.
- RT-11BL (BaseLine monitor) Сверхкомпактная разновидность SJ-монитора с минимальными аппаратными требованиями. Поставлялся в комплекте дистрибутива RT-11. Монитор запускался и работал на всех машинах семейства PDP-11. Предназначался в основном для генерации системы.
- RT-11FB (Foreground/Background monitor) — Двух-восьмизадачная (фоново-оперативный режим) ОС с невытесняющей многозадачностью для машин с памятью до 64 КБ
- RT-11XM (eXtended Memory monitor) — Двух-восьмизадачная ОС с невытесняющей многозадачностью для машин с памятью более 64 КБ, имеющих систему управления памятью
- RT-11ZM — Поддерживала схему разделения памяти на память инструкций и память данных, принятую в машинах PDP-11/45.
- RT-11TS — (Time Sharing monitor) Многопользовательская многозадачная ОС с разделением времени, каждому пользователю предоставлялась виртуальная машина — аналог RT-11SJ.
- TSX — Развитие RT-11TS с вытесняющей многозадачностью, базирующейся на статических/динамических приоритетах, с дополнительными сервисами (пакетной обработки, виртуальными терминалами, поддержкой сетевых соединений, многопользовательской защитой). Разработка фирмы S&H Computing.

## Известные версии
- V3.x — одна из наиболее распространённых версий в первой половине 80-х годов.
  - Основной особенностью данной версии является встроенный в монитор драйвер системного устройства. Например: «DXMNSJ» — DX' MoNitor Single Job — однозадачный монитор, запускаемый с устройства «DX» — накопителя на 8-дюймовых гибких дисках; «RKMNFB» — RK' MoNitor Foreground/Background — фоново-оперативный монитор, запускаемый с устройства «RK» — накопителя на кассетном жёстком диске и т. п.

- V4.x — дальнейшее развитие ОС. Некоторые функции расширены и дополнены. В частности, появилась возможность поддержки таймера в SJ-мониторе.
  - Одна и та же версия монитора могла быть установлена на любое доступное для загрузки устройство. Имена мониторов имели следующий вид: «RT11SJ», «RT11FB» и т. д.
  - Дистрибутив поставлялся в виде набора ассемблерных файлов и программы для генерации мониторов, написанной на языке «PAGEN».
  - Расширен набор поддерживаемых устройств. Список драйверов дополнился, в частности драйвером «VM» — виртуальный диск в расширенной памяти
  - Расширен и дополнен набор системных утилит.

- V5.x — В этой версии ОС сделано очень много нового, что обусловило её широкое распространение. Версия 5.0 после своего появления на свет практически мгновенно вытеснила все предыдущие.
  - Введена поддержка «логических» или «виртуальных» дисков (драйвер «LD»). Это позволило реализовать многоуровневую файловую структуру.
  - Клавиатурный монитор получил возможность экранного редактирования командной строки и запоминания истории команд. Для этой цели ОС пополнилась драйвером «SL» (Single Line editor)
  - Появилась возможность работы с расширенными командными файлами (INDirect-файлами), представляющими собой фактически программу, написанную на языке высокого уровня. Для этой цели появилась утилита расширения клавиатурного монитора — интерпретатор «IND». Программа генерации мониторов написана на языке «IND». Соответственно язык «PAGEN» теперь оказался не нужен.
  - Данная версия ОС получила наиболее широкое распространение. На её базе в СССР были сделаны многочисленные клоны.

| Хронология выпуска версий | Хронология выпуска версий | Хронология выпуска версий                                 |
| Версия                    | Дата выпуска              | Примечание                                                |
| ------------------------- | ------------------------- | --------------------------------------------------------- |
| RT-11 V01-15              | 25.07.1973                |                                                           |
| RT-11 V02B                | 01.05.1975                | Появился FB-монитор                                       |
| RT-11 V02C                | 20.11.1975                | Появилась поддержка LSI-11                                |
| RT-11 V03                 | 14.08.1977                | Появился XM-монитор. Утилита PIP разделена на PIP,DUP,DIR |
| RT-11 V03B                | 27.03.1979                |                                                           |
| RT-11 V04.00              | 21.02.1980                | Драйвер системного устройства отделен от файла монитора   |
| RT-11 V04.00C             | 01.02.1982                |                                                           |
| RT-11 V05.00              | 12.03.1983                |                                                           |
| RT-11 V05.01              | 01.02.1984                |                                                           |
| RT-11 V05.01B             | 19.03.1984                |                                                           |
| RT-11 V05.01C             | 01.09.1984                |                                                           |
| RT-11 V05.02              | 17.06.1985                |                                                           |
| RT-11 V05.03              | 20.12.1985                |                                                           |
| RT-11 V05.04              | 03.09.1986                |                                                           |
| RT-11 V05.04A             | 05.01.1987                |                                                           |
| RT-11 V05.04B             | 04.05.1987                |                                                           |
| RT-11 V05.04C             | 02.09.1987                |                                                           |
| RT-11 V05.04D             | 17.11.1987                |                                                           |
| RT-11 V05.04E             | 01.05.1988                |                                                           |
| RT-11 V05.04F             | 06.09.1988                |                                                           |
| RT-11 V05.04G             | 19.12.1988                |                                                           |
| RT-11 V05.05              | 31.10.1989                |                                                           |
| RT-11 V05.06              | 31.08.1992                |                                                           |
| RT-11 V05.07              | 31.10.1998                |                                                           |

## Клоны в СССР
- РАФОС[1][2] и РАФОС плюс — для СМ ЭВМ
- РУДОС — для УКНЦ

RT-11 запущена на эмуляторе УКНЦ

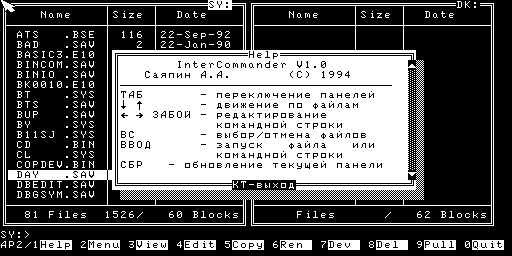
ОС БК-11 и оболочка Inter Commander

- ФОБОС («однопользовательская фоново-оперативная базовая операционная система») — для СМ ЭВМ
- ФОДОС[3] — для «Электроники-60», ДВК и УКНЦ
- ОС ДВК — для ДВК
- ОС БК-11 — для БК-0011 и БК-0011М
- МАСТЕР-11 — для ДВК; разработана в Новочеркасском политехническом институте, адаптирована для использования русскоязычной кодировки символов КОИ-7 (наборов Н0 и Н1)
- НЕМИГА ОС — для «Немиги»

Почти все клоны разрабатывались с учётом использования русского языка и кодировки КОИ-7 в ИНЭУМ.